# Athlétisme aux Jeux olympiques d'été de 1924
Pour des articles plus généraux, voir Jeux olympiques d'été de 1924 et Athlétisme aux Jeux olympiques.
Navigation
Les épreuves d'athlétisme des Jeux olympiques d'été de 1924 ont eu lieu du 6 au 13 juillet 1924 au Stade olympique Yves-du-Manoir de Colombes, en France. 660 athlètes, exclusivement masculins, issus de 40 nations ont pris part aux 27 épreuves du programme.

## Résultats
| Épreuves | Or                                                                                                | Argent | Bronze                                                                                                  |
| --- | ------------------------------------------------------------------------------------------------- | --- | --- |
| 100 m détails | Harold Abrahams (GBR) 10 s 6 (OR)                                                                 | Jackson Scholz (USA) 10 s 7                                                                                      | Arthur Porritt (NZL) 10 s 8                                                                             |
| 200 m détails | Jackson Scholz (USA) 21 s 6 (OR)                                                                  | Charles Paddock (USA) 21 s 7                                                                                     | Eric Liddell (GBR) 21 s 9                                                                               |
| 400 m détails | Eric Liddell (GBR) 47 s 6 (WR)                                                                    | Horatio Fitch (USA) 48 s 4                                                                                       | Guy Butler (GBR) 48 s 6                                                                                 |
| 800 m détails | Douglas Lowe (GBR) 1 min 52 s 4                                                                   | Paul Martin (SUI) 1 min 52 s 6                                                                                   | Schuyler Enck (USA) 1 min 53 s 0                                                                        |
| 1 500 m détails | Paavo Nurmi (FIN) 3 min 53 s 6 (OR)                                                               | Willy Schärer (SUI) 3 min 55 s 0                                                                                 | Henry Stallard (GBR) 3 min 55 s 6                                                                       |
| 5 000 m détails | Paavo Nurmi (FIN) 14 min 31 s 2 (OR)                                                              | Ville Ritola (FIN) 14 min 31 s 4                                                                                 | Edvin Wide (SWE) 15 min 1 s 8                                                                           |
| 10 000 m détails | Ville Ritola (FIN) 30 min 23 s 2 (WR)                                                             | Edvin Wide (SWE) 30 min 55 s 2                                                                                   | Eero Berg (FIN) 31 min 43 s 0                                                                           |
| Marathon détails | Albin Stenroos (FIN) 2 h 41 min 22 s 6                                                            | Romeo Bertini (ITA) 2 h 47 min 19 s 6                                                                            | Clarence DeMar (USA) 2 h 48 min 14 s 0                                                                  |
| 110 m haies détails | Dan Kinsey (USA) 15 s 0                                                                           | Sid Atkinson (RSA) 15 s 0                                                                                        | Sten Pettersson (SWE) 15 s 4                                                                            |
| 400 m haies détails | Morgan Taylor (USA) 52 s 6                                                                        | Erik Wilén (FIN) 53 s 8                                                                                          | Ivan Riley (USA) 54 s 2                                                                                 |
| 3 000 m steeple détails | Ville Ritola (FIN) 9 min 33 s 6 (OR)                                                              | Elias Katz (FIN) 9 min 44 s 0                                                                                    | Paul Bontemps (FRA) 9 min 45 s 2                                                                        |
| Cross-country individuel détails | Paavo Nurmi (FIN) 32 min 54 s 8                                                                   | Ville Ritola (FIN) 34 min 19 s 4                                                                                 | Earl Johnson (USA) 35 min 21 s 0                                                                        |
| Cross-country par équipes détails | Finlande Paavo Nurmi Ville Ritola Heikki Liimatainen Väinö Sipilä* Eino Rastas* Eero Berg* 11 pts | États-Unis Earl Johnson Arthur Studenroth August Fager Jimmy Henigan* John Gray* Verne Booth* 14 pts             | France Henri Lauvaux Gaston Heuet Maurice Norland Robert Marchal* André Lauseig* Lucien Dolquès* 20 pts |
| 10 km marche détails | Ugo Frigerio (ITA) 47 min 49 s 0                                                                  | Gordon Goodwin (GBR) 48 min 37 s 9                                                                               | Cecil McMaster (RSA) 49 min 8 s 0                                                                       |
| 4 × 100 m détails | États-Unis Loren Murchison Louis Clarke Frank Hussey Alfred LeConey 41 s 0 (WR)                   | Grande-Bretagne Harold Abrahams Walter Rangeley Wilfred Nichol Lancelot Royle 41 s 2                             | Pays-Bas Jan de Vries Jacob Boot Harry Broos Marinus van den Berge 41 s 8                               |
| 4 × 400 m détails | États-Unis Commodore Cochran Alan Helffrich Oliver MacDonald William Stevenson 3 min 16 s 0 (WR)  | Suède Artur Svensson Erik Byléhn Gustaf Wejnarth Nils Engdahl 3 min 17 s 0                                       | Grande-Bretagne Edward Toms George Renwick Richard Ripley Guy Butler 3 min 17 s 4                       |
| 3 000 m par équipe détails | Finlande Paavo Nurmi Ville Ritola Elias Katz Sameli Tala* Frej Liewendahl* Eino Seppälä* 8 pts    | Grande-Bretagne Bert McDonald Harry Johnston George Webber Walter Porter* Arthur Clark* William Seagrove* 14 pts | États-Unis Edward Kirby William Cox Willard Tibbetts Leo Larrivee* Joie Ray* James Connolly* 25 pts     |
| Saut en hauteur détails | Harold Osborn (USA) 1,98 m (OR)                                                                   | Leroy Brown (USA) 1,95 m                                                                                         | Pierre Lewden (FRA) 1,92 m                                                                              |
| Saut en longueur détails | DeHart Hubbard (USA) 7,445 m                                                                      | Edward Gourdin (USA) 7,275 m                                                                                     | Sverre Hilmar Hansen (NOR) 7,26 m                                                                       |
| Triple saut détails | Nick Winter (AUS) 15,525 m (WR)                                                                   | Luis Brunetto (ARG) 15,425 m                                                                                     | Vilho Tuulos (FIN) 15,37 m                                                                              |
| Saut à la perche détails | Lee Barnes (USA) 3,95 m                                                                           | Glenn Graham (USA) 3,95 m                                                                                        | James Brooker (USA) 3,90 m                                                                              |
| Lancer du poids détails | Clarence Houser (USA) 14,995 m                                                                    | Glenn Hartranft (USA) 14,895 m                                                                                   | Ralph Hills (USA) 14,64 m                                                                               |
| Lancer du disque détails | Clarence Houser (USA) 46,155 m (OR)                                                               | Vilho Niittymaa (FIN) 44,95 m                                                                                    | Thomas Lieb (USA) 44,83 m                                                                               |
| Lancer du marteau détails | Fred Tootell (USA) 53,295 m                                                                       | Matthew McGrath (USA) 50,84 m                                                                                    | Malcolm Nokes (GBR) 48,875 m                                                                            |
| Lancer du javelot détails | Jonni Myyrä (FIN) 62,69 m                                                                         | Gunnar Lindström (SWE) 60,92 m                                                                                   | Eugene Oberst (USA) 58,35 m                                                                             |
| Pentathlon détails | Eero Lehtonen (FIN) 14 pts                                                                        | Elemér Somfay (HUN) 16 pts                                                                                       | Robert LeGendre (USA) 18 pts                                                                            |
| Décathlon détails | Harold Osborn (USA) 7 710,775 pts (WR)                                                            | Emerson Norton (USA) 7 350,895 pts                                                                               | Aleksander Klumberg (EST) 7 329,360 pts                                                                 |
| Records et Performances - AR : Record continental (area record) - CR : Record des championnats (championship record) - MR : Record du meeting (meet record) - NR : Record national (national record) - OR : Record olympique (olympic record) - PR : Record paralympique (paralympic record) - PB : Record personnel (personal best) - SB : Meilleure performance personnelle de la saison (season's best) - WL : Meilleure performance mondiale de l'année (world leader) - WJR : Record du monde junior (world junior record) - WR : Record du monde (world record) Circonstances et Conditions - DNF : N'a pas terminé (did not finish) - DNS : N'a pas pris le départ (did not start) - DQ : Disqualification (disqualification) - NM : Aucun essai valable enregistré (No Mark) - Q : Qualifié « directement » au prochain tour (ou à la prochaine compétition), lors d'une compétition majeure, grâce au classement ou à la réalisation des minima (automatic qualifier) - q : Qualifié au prochain tour (ou à la prochaine compétition), lors d'une compétition majeure, grâce au repêchage ou à la réalisation de l'une des meilleures performances parmi celles des « non qualifiés directement » (grâce au meilleur temps ou à la meilleure distance par exemple) (secondary qualifier) |                                                                                                   | | |

* : n'ont pas marqué de points mais sont médaillés tout de même.

## Tableau des médailles

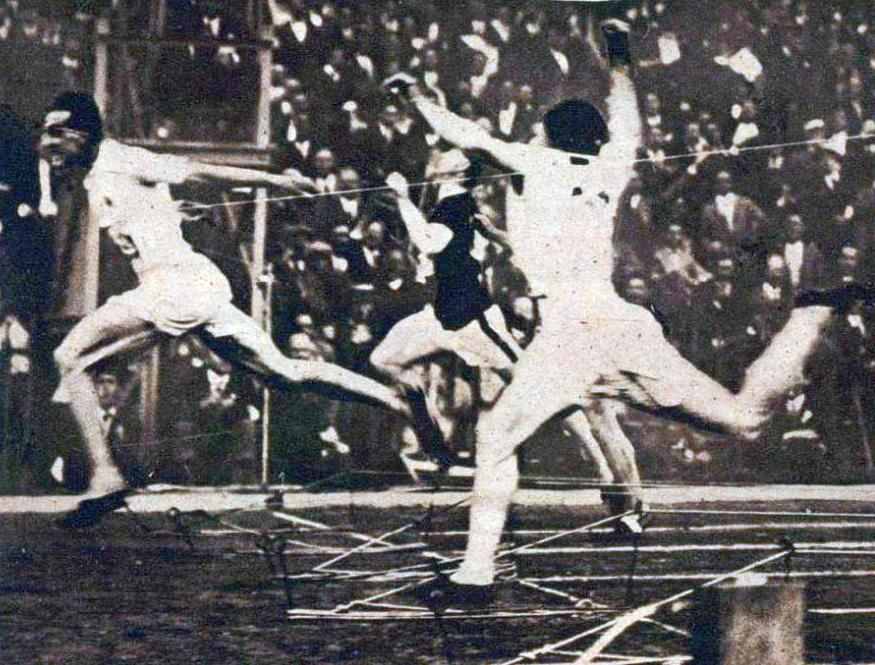
Arrivée du 100 mètres, Abrahams devant Scholz (bras levés) et Porritt (en noir).

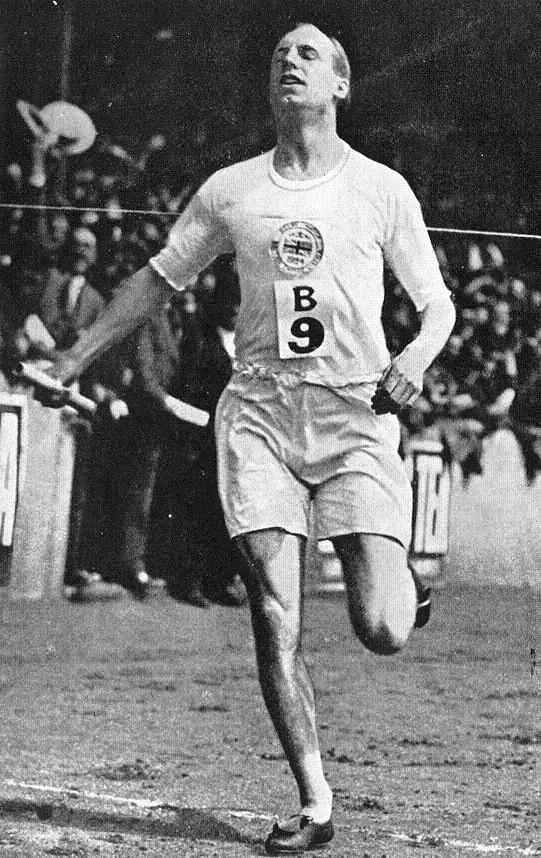
Eric Liddell remporte l'épreuve du 400 mètres

| Rang  | Nation           | Or | Argent | Bronze | Total |
| ----- | ---------------- | -- | ------ | ------ | ----- |
| 1     | États-Unis       | 12 | 10     | 10     | 32    |
| 2     | Finlande         | 10 | 5      | 2      | 17    |
| 3     | Grande-Bretagne  | 3  | 3      | 5      | 11    |
| 4     | Italie           | 1  | 1      | 0      | 2     |
| 5     | Australie        | 1  | 0      | 0      | 1     |
| 6     | Suède            | 0  | 3      | 2      | 5     |
| 7     | Suisse           | 0  | 2      | 0      | 2     |
| 8     | Afrique du Sud   | 0  | 1      | 1      | 2     |
| 9     | Argentine        | 0  | 1      | 0      | 1     |
| 9     | Hongrie          | 0  | 1      | 0      | 1     |
| 11    | France           | 0  | 0      | 3      | 3     |
| 12    | Estonie          | 0  | 0      | 1      | 1     |
| 12    | Pays-Bas         | 0  | 0      | 1      | 1     |
| 12    | Nouvelle-Zélande | 0  | 0      | 1      | 1     |
| 12    | Norvège          | 0  | 0      | 1      | 1     |
| Total | Total            | 27 | 27     | 27     | 81    |

## Filmographie
- Les Chariots de feu (librement inspiré).